# Hedeoma hispida
Hedeoma hispida là một loài thực vật có hoa trong họ Hoa môi. Loài này được Pursh mô tả khoa học đầu tiên năm 1813.

## Hình ảnh

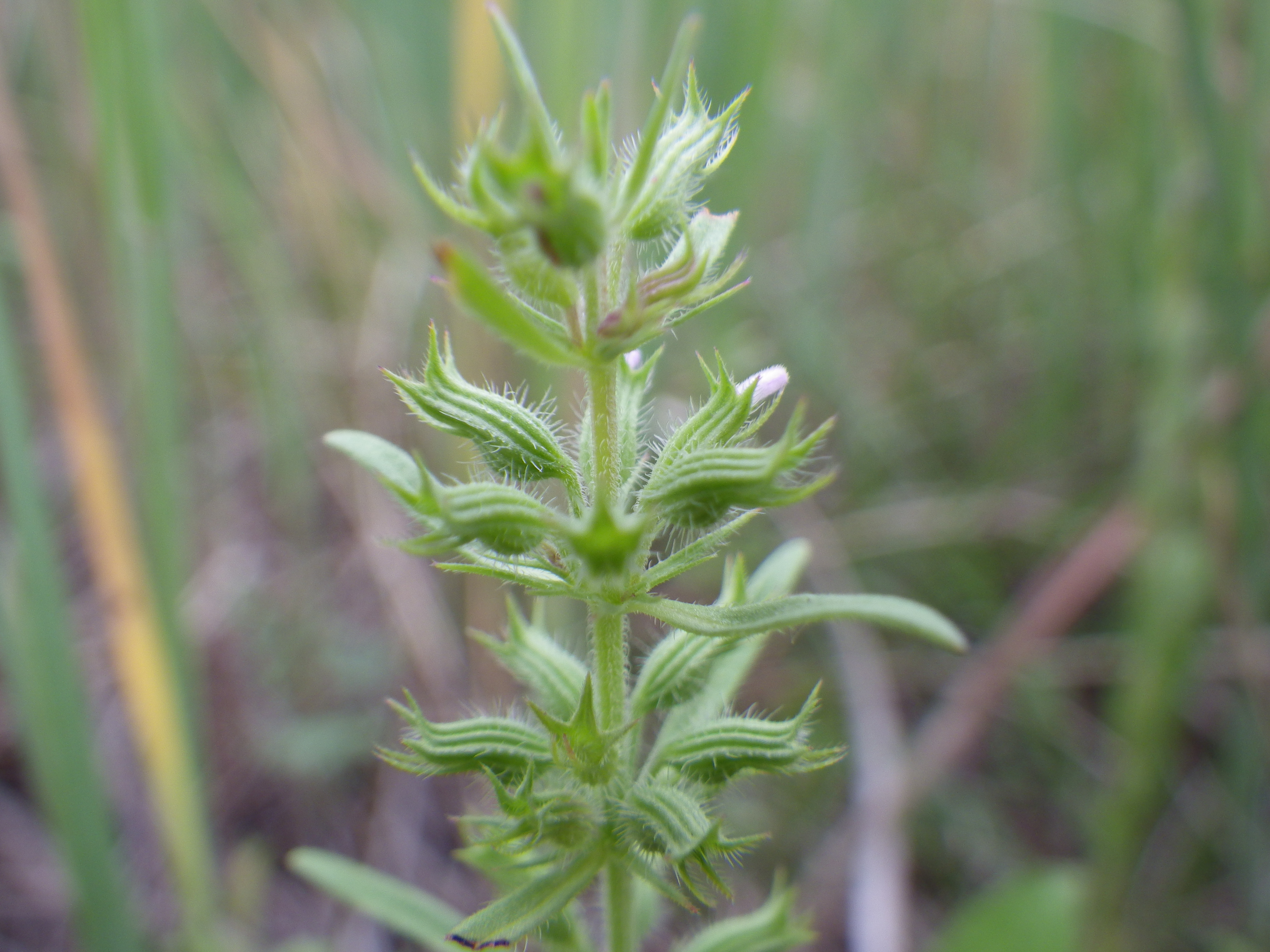
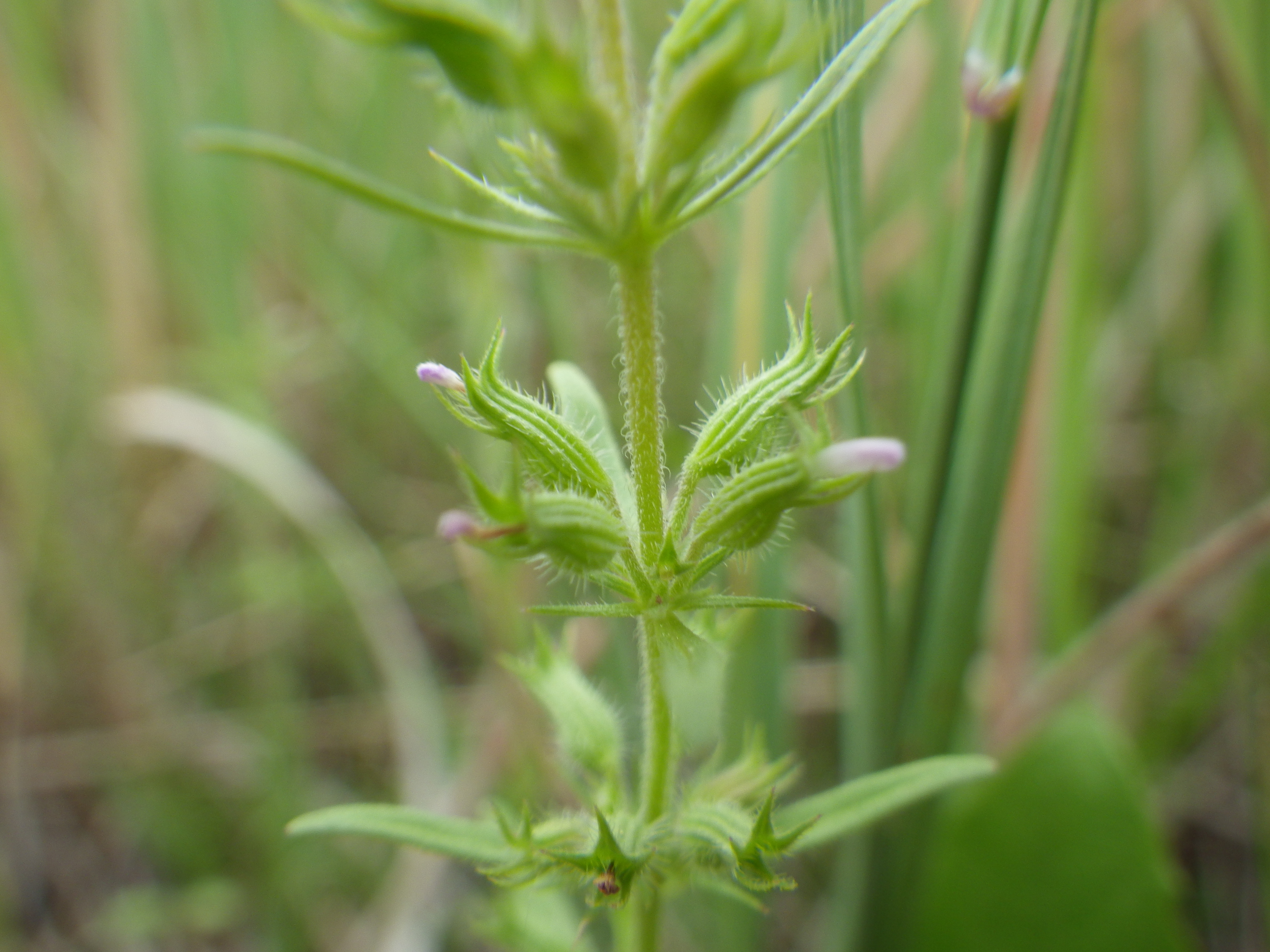
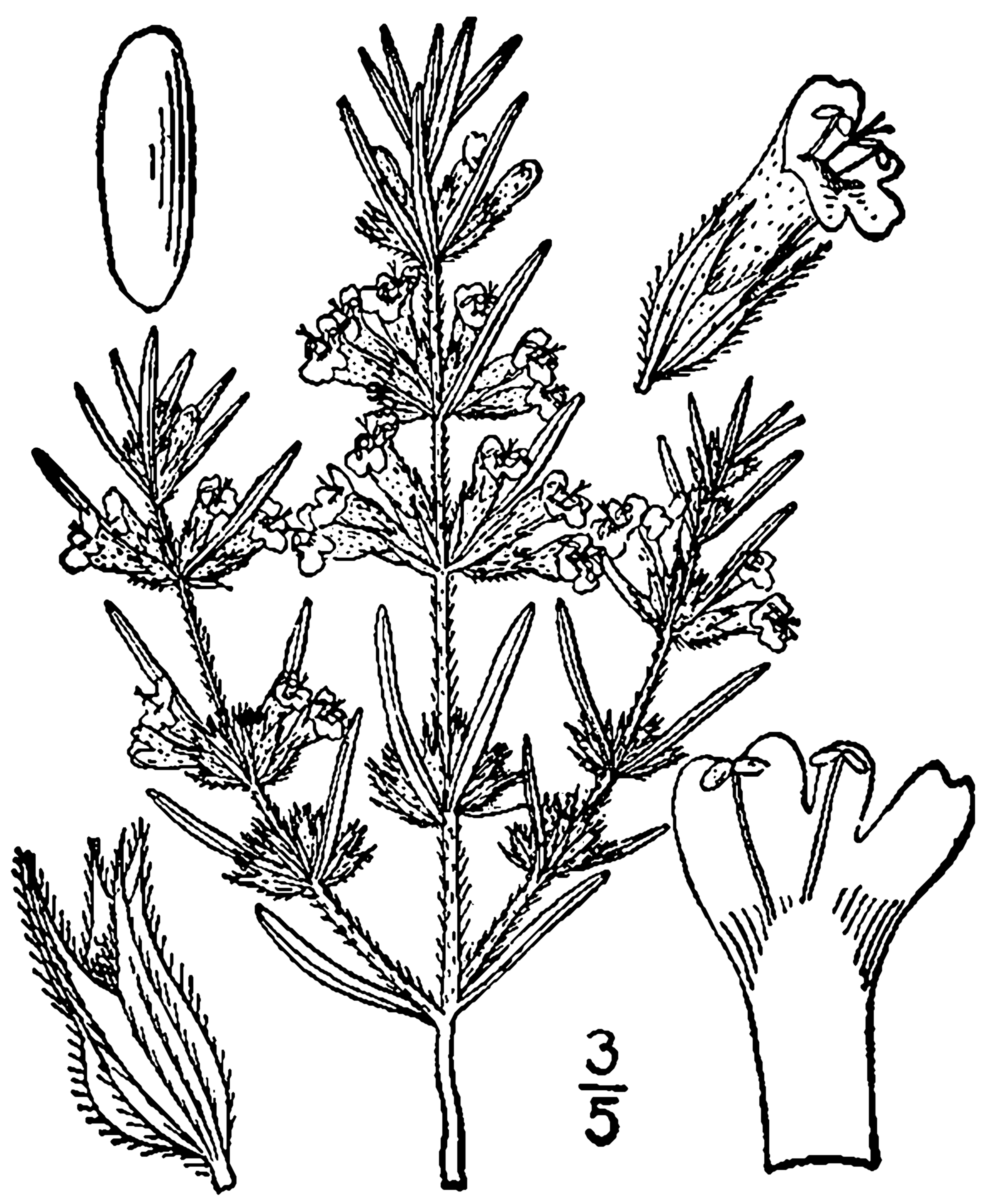